# Pandora suturalis
Pandora suturalis är en svampart som först beskrevs av Ben Ze'ev, och fick sitt nu gällande namn av Humber 1989. Pandora suturalis ingår i släktet Pandora och familjen Entomophthoraceae.   Inga underarter finns listade i Catalogue of Life.